# 17921 Aldeobaldia
17921 Aldeobaldia è un asteroide della fascia principale. Scoperto nel 1999, presenta un'orbita caratterizzata da un semiasse maggiore pari a 2,3254807 UA e da un'eccentricità di 0,0624816, inclinata di 7,59684° rispetto all'eclittica.